# 亞美尼亞聯盟
亞美尼亞聯盟（羅馬化：Hayastan dashink’，缩写为HD）是亞美尼亞的一个政黨聯盟。它成立於2021年，包含亞美尼亞革命聯盟等政黨，目前由前亞美尼亞總統羅伯特·科恰良領導。該联盟是为了應對由於納戈爾諾-卡拉巴赫問題而提前举行的2021年亞美尼亞議會選舉而成立。